# Bela Vista do Paraíso
Bela Vista do Paraíso – miasto i gmina w Brazylii, w stanie Parana. Znajduje się w mezoregionie Norte Central Paranaense i mikroregionie Porecatu.